# Dysprosium
Dysprosium (von altgriechisch δυσπρόσιτος dysprósitos „schwer zugänglich“) ist ein chemisches Element mit dem Elementsymbol Dy und der Ordnungszahl 66. Im Periodensystem steht es in der Gruppe der Lanthanoide und zählt damit auch zu den Metallen der Seltenen Erden.

## Geschichte

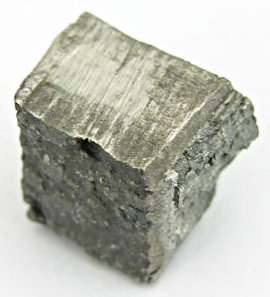
Dysprosium

Die Entdeckung des Dysprosiums ist ein Teil der Geschichte der Untersuchungen des Ytterbits (heute Gadolinit), eines Minerals aus der Grube Ytterby bei Stockholm in Schweden. Nach der Entdeckung des Yttriums 1794 durch Johan Gadolin trennte Carl Gustav Mosander 1843 Gadolinit in drei verschiedene Erden (Elementoxide). Diese nannte er neben Yttererde (Yttriumoxid), Erbinerde (Erbiumoxid) und Terbinerde (Terbiumoxid). 1879 entdeckten Per Theodor Cleve und Jacques-Louis Soret unabhängig voneinander bei spektroskopischen Untersuchungen, dass in Erbium noch weitere Elemente enthalten sein müssen. Diese wurden nach dem Vorschlag von Cleve Holmium und Thulium genannt.
Anschließend wurde von Cleve und weiteren Chemikern versucht, durch fraktionierte Kristallisation das Holmium zu isolieren, dies jedoch erfolglos. Auch Paul Émile Lecoq de Boisbaudran führte 1886 Fraktionierungsexperimente zum Holmium durch und bemerkte dabei, dass es Fraktionen gab, die Absorptionsbanden bei 753 und 451,5 nm zeigten, aber nicht die typischen Banden des Holmiums bei 640 und 536 nm. Er konnte über die Farbe des Salzes und andere Banden ausschließen, dass es sich um ein anderes bekanntes Element handelt, also musste ein weiteres Element existieren. Da das bislang unbekannte Element experimentell nur schwer erreichbar war und es ihm nicht gelang, eine reine Fraktion herzustellen, nannte Lecoq de Boisbaudran es nach altgriechisch δυσπρόσιτος dysprósitos „schwer zugänglich“ Dysprosium.
Die Gewinnung reinen Dysprosiumoxids gelang erstmals 1906 Georges Urbain durch Fraktionierte Kristallisation der Ethylsulfate. Metallisches Dysprosium gewannen erstmals 1936 Wilhelm Klemm und Heinrich Bommer durch die Reduktion von Dysprosium(III)-chlorid mit Kalium bei 250 °C. 1950 wurde von Frank Harold Spedding eine effektive Trennmöglichkeit der schwierig zu trennenden Dysprosium und Yttrium durch Ionenaustausch entwickelt.

## Vorkommen
Dysprosium ist auf der Erde ein nicht sehr häufiges Element, seine Häufigkeit in der kontinentalen Erdkruste beträgt etwa 5,2 ppm. Es liegt damit in seiner Häufigkeit hinter den meisten leichten Seltenen Erden wie Cer, Neodym oder Samarium, aber vor den meisten schweren wie Erbium, Ytterbium oder Holmium.
Es sind keine Dysprosiumminerale bekannt, das Element tritt stets vergesellschaftet mit den anderen Lanthanoiden auf. Minerale mit besonders hohem Dysprosiumanteil sind beispielsweise Xenotim mit einem Anteil von etwa 5 % und Gadolinit-(Y) mit 3,7 % Dysprosium. Die für die Gewinnung von anderen Lanthanoiden wichtigen Erze Monazit und Bastnäsit enthalten dagegen nur geringe Mengen Dysprosium.
Die kommerziell wichtigste Quelle für Dysprosium sind ionenadsorbierende Tonminerale (Regolith-hosted ion-adsorption deposits, IADs). Diese entstehen bei der Verwitterung von Muttergesteinen vor allem in den Subtropen und adsorbieren die in den Ausgangsgesteinen enthaltenen Seltenerdmetalle. IAD-Vorkommen besitzen zwar nur einen relativ geringen Anteil an Seltenerdelementen von 0,05 bis 0,2 %, diese lassen sich jedoch relativ einfach durch Auslaugen aus den Tonmineralen lösen.
Die wichtigsten Vorkommen von ionenadsorbierenden Tonmineralen liegen im Süden Chinas, aber auch in Myanmar, Vietnam, Malawi, Brasilien, den Philippinen und den Vereinigten Staaten sind Vorkommen bekannt. Kommerziell ausgebeutet werden vor allem die Vorkommen in Südchina und Myanmar. Nach Recherchen von Global Witness wurden Regionen im Kachin-Staat in Myanmar seit 2017 wichtige Abbaugebiete insbesondere von Dysprosium und Terbium. So betrug der Export von schweren Seltenen Erden von Myanmar nach China 2023 über 40.000 Tonnen. Dies hat erhebliche Umweltzerstörungen zur Folge und Einfluss auf den Bürgerkrieg in Myanmar. 2023 verdiente die Militärregierung 1,4 Milliarden Dollar mit dem Export von schweren Seltenen Erden wie Dysprosium.
Eine mögliche alternative Dysprosium-Quelle sind Eudialyt-Erze, die in Norra Kärr in Schweden entdeckt wurden. Diese enthalten etwa 0,6 % Seltene Erden, davon etwa 5 % Dysprosium.

## Gewinnung und Darstellung
Nach einer aufwändigen Abtrennung der anderen Dysprosiumbegleiter wird das Oxid mit Fluorwasserstoff zum Dysprosiumfluorid umgesetzt. Anschließend wird dies mit Calcium unter Bildung von Calciumfluorid zum metallischen Dysprosium reduziert.
Die Abtrennung verbliebener Calciumreste und anderer Verunreinigungen erfolgt in einer zusätzlichen Umschmelzung im Vakuum. Nach einer Destillation im Hochvakuum gelangt man zum hochreinen Dysprosium.

## Eigenschaften
Dysprosium ist ein silbergraues bieg- und dehnbares Metall, das zu den Seltenen Erden gerechnet wird. Es existiert in zwei Modifikationen: Bei 1384 °C wandelt sich α-Dysprosium (hexagonal-dichtest) in β-Dysprosium (kubisch-raumzentriert) um.
Dysprosium ist sehr unedel, also sehr reaktionsfreudig. An der Luft überzieht es sich mit einer Oxidschicht, in Wasser wird es langsam unter Hydroxidbildung angegriffen, in verdünnten Säuren wird es unter Wasserstoffbildung zu Salzen gelöst.
Dysprosium besitzt zusammen mit Holmium das höchste magnetische Moment (10,6 μB) aller natürlich vorkommenden chemischen Elemente.

## Bedeutung
Als wirtschaftlich wichtiger Rohstoff mit hohem Versorgungsrisiko ist Dysprosium von der EU als kritischer Rohstoff eingestuft.

## Verwendung
Die Fördermenge von Dysprosium wird auf weniger als 100 Tonnen pro Jahr geschätzt. Es findet Verwendung in verschiedenen Legierungen, in Spezialmagneten und mit Blei legiert als Abschirmmaterial in Kernreaktoren. Jedoch gerade die Verwendung in Permanentmagneten, wie sie u. a. in den Generatoren mancher Windkraftanlagentypen verwendet werden, hat diese Metalle der seltenen Erden zum raren Rohstoff gemacht.
Weitere Anwendungen:
- Zusammen mit Vanadium und anderen Elementen wird Dysprosium zur Herstellung von Laserwerkstoffen genutzt.
- Dysprosium wird zum Dotieren von Calciumfluorid- und Calciumsulfatkristallen für Dosimeter verwendet.
- Terbium- und dysprosiumhaltige Legierungen zeigen eine starke Magnetostriktion und werden in der Materialprüftechnik eingesetzt.
- In Neodym-Eisen-Bor-Magneten erhöht es die Koerzitivität und erweitert den nutzbaren Temperaturbereich.
- Dysprosiumoxid verbessert das dielektrische Verhalten von Bariumtitanat für Kondensatoren.
- Vereinzelt wird es wegen seines hohen Einfangquerschnittes für thermische Neutronen zur Herstellung von Steuerstäben in der Kerntechnik verwendet.
- Dysprosiumiodid verbessert das Emissionsspektrum von Halogenmetalldampflampen.[29]
- Dysprosium-Cadmium-Chalkogenide dienen als Infrarotquelle zur Untersuchung von chemischen Reaktionen.

## Verbindungen
- Dysprosium(III)-sulfat  Dy2(SO4)3 · 8 H2O  sind blassgelblichgrüne Kristalle.

Eine Übersicht über weitere Dysprosiumverbindungen bietet die Kategorie:Dysprosiumverbindung.